# Prolita barnesiella
Prolita barnesiella is een vlinder uit de familie van de tastermotten (Gelechiidae). De wetenschappelijke naam van de soort werd voor het eerst geldig gepubliceerd in 1903 door Busck.